# Mirko Ivanovski
Mirko Ivanovski (n. 31 octombrie 1989, Bitola, Republica Socialistă Macedonia, RSF Iugoslavia) este un fotbalist macedonean liber de contract, care joacă pe post de atacant. Pe plan internațional, are prezențe la națională pentru Macedonia de Nord U17⁠(d), Macedonia de Nord U19⁠(d), Macedonia de Nord U21⁠(d) și Macedonia de Nord.